# ¡Átame!
¡Átame! es una película de drama y romance española de 1989 dirigida por Pedro Almodóvar y producida por Agustín Almodóvar. Estuvo protagonizada por Victoria Abril, Antonio Banderas y Loles León. Es recordada por tener el récord de mayor número de nominaciones en los Goya y ningún galardón (optaba a 15 premios), y por ser la última película relevante de Banderas en el cine español, antes de incursionar en el cine de Hollywood.

## Argumento
Ricky (Antonio Banderas), un paciente psiquiátrico de 23 años, ha sido curado y es dado de alta de una institución mental. Hasta entonces, ha sido amante de la directora del hospital (Lola Cardona). Huérfano, libre y solo, su objetivo es tener una vida normal con Marina Osorio (Victoria Abril), una actriz, ex estrella porno y drogadicta en recuperación, con quien una vez se acostó durante un escape del asilo.
Ricky descubre el paradero de Marina en el anuncio de un diario de cine sobre el comienzo de su próxima película. Él va al estudio donde Marina está en su último día de trabajo filmando The Midnight Phantom, una película de terror sobre un hombre musculoso enmascarado, horriblemente mutilado y enamorado del personaje de Marina. La película está dirigida por Máximo Espejo (Francisco Rabal), un viejo director de cine confinado en una silla de ruedas después de un derrame cerebral. Máximo es un amable mentor de Marina y amenaza con echar a un periodista que menciona las palabras «porno» y «drogadicto» en presencia de Marina. Su protección de la actriz no es completamente inocente, ya que él se siente sexualmente atraído por Marina y la desea, disfrutando de lo que podría ser su última experiencia de dirigir a una protagonista femenina sexy.
Cuando Ricky llega al set, roba algunos artículos necesarios, incluidas las llaves del apartamento de Marina, y en poco tiempo, es una presencia inoportuna en su vida. Ricky, con una peluca de pelo largo, hace una parada de manos para tratar de capturar su atención. Marina no lo recuerda y lo despide rápidamente.
Después de filmar la última escena, Marina se va a casa para cambiarse para la fiesta posterior al rodaje. Ricky la sigue a su departamento. Cuando ella abre la puerta, Ricky se abre paso. Él la agarra y la golpea con la cabeza para que la silencie cuando ella grita; él pega su boca y la ata con una cuerda. Marina se despierta con un terrible dolor de muelas, que los analgésicos normales no alivian, ya que es adicta a las drogas más fuertes. Ricky explica que la ha capturado para que cuando lo conozca mejor se enamore y se casen y tengan hijos. «Nunca te amaré», dice Marina, comprensiblemente enfurecida por ser esposada, amordazada y atada a la cama. «Ya veremos», dice Ricky, quien haría cualquier cosa para ganar su corazón.
Marina está conmocionada y dolorida, y finalmente persuade a Ricky para que la lleve a un médico (María Barranco) que pueda darle los analgésicos necesarios. Ricky apenas la deja sola con el médico, y no puede comunicar su situación. No pueden obtener los medicamentos en la farmacia, así que Ricky se va a buscarlos al mercado negro. Sin embargo, en lugar de pagar el precio de venta, ataca a la vendedora para obtener las tabletas.
Durante la fiesta de clausura, la hermana de Marina, Lola (Loles León), quien es la asistente del director de The Midnight Phantom, roba el espectáculo con un número musical. Cada vez más preocupada por la desaparición de su hermana, Lola visita el departamento de Marina y deja una nota. Para evitar ser descubierto, Ricky mueve a Marina al departamento de su vecino de al lado. El apartamento está vacío, pero el dueño le ha dejado las llaves a Lola para que pueda regar sus plantas mientras él está fuera durante el verano.
De nuevo en la calle, la traficante a quien atacó ve a Ricky. Ricky es golpeado seriamente, robado y dejado inconsciente. Durante su ausencia, Marina hace un intento desesperado pero poco entusiasta de escapar de su cautiverio. Sin embargo, cuando Ricky regresa cubierto de sangre y cortes, ella ve su vulnerabilidad y devoción hacia ella, sin importar cuán equivocado esté. Ella se preocupa por él, limpia y esteriliza sus heridas, y de repente se da cuenta de que se ha enamorado de su captor. Hacen el amor por completo y Ricky parece estar a punto de lograr su objetivo. Deciden hacer un viaje juntos a su pueblo natal.
Cuando está a punto de irse para robar un automóvil para el viaje, Marina, que todavía se considera su prisionera, le dice que la mantenga atada para que no intente escapar. Sin embargo, en ausencia de Ricky, Lola vuelve al apartamento y descubre que Marina está atada y la rescata. Marina le informa a su hermana que está enamorada de su captor. Lola se sorprende al saber que Marina ya no quiere ser rescatada, pero una vez convencida, acepta llevar a Marina al lugar de nacimiento de Ricky. Lo encuentran allí en las ruinas de la casa de su familia en un pueblo desierto, y luego los tres suben al auto de Lola para regresar a la ciudad. Lola le promete a Ricky que le encontrará un trabajo dentro de una semana, Marina llora de felicidad y se van juntos a la distancia, cantando como una familia normal.

## Reparto
| Intérprete            | Personaje                     |
| --------------------- | ----------------------------- |
| Victoria Abril        | Marina Osorio                 |
| Antonio Banderas      | Ricky                         |
| Loles León            | Lola                          |
| Francisco Rabal       | Máximo Espejo                 |
| Julieta Serrano       | Alma                          |
| María Barranco        | Berta                         |
| Rossy de Palma        | Traficante de drogas en Vespa |
| Lola Cardona          | Directora Psiquiátrico        |
| Montse G. Romeu       | Montse                        |
| Emiliano Redondo      | Decorador                     |
| Oswaldo Delgado       | Fantasma                      |
| Concha Rabal          | Farmacéutica                  |
| Alberto Fernández     | Productor                     |
| José María Tasso      | Anciano Psiquiátrico          |
| Angelina Llongueras   | Montadora                     |
| Manuel Bandera        | Bailarín Tango                |
| Virginia Díez         | Bailarín Tango                |
| Juana Cordero         | Dependiente Bombonería        |
| Francisca Caballero   | Madre de Marina               |
| Francisca Pajuelo     | Hija de Lola                  |
| Víctor Coyote         | Hermano de Lola               |
| Carlos García Cambero | Hermano de Lola               |
| Alito Rodgers         | Negro                         |
| Tamaki                | Camello                       |
| Malena Gracia         | Enfermera                     |
| Agustín Almodóvar     | Farmacéutico                  |
| Rodolfo Montero       | Guarda jurado                 |
| Miguel García         | Gipsy                         |
| Pedro Losada          | Gitano Joven                  |
| Francisco Peramos     | Amigo                         |

## Comentarios
Fue la octava película en la filmografía de Pedro Almodóvar y la primera que realizó tras el gran éxito obtenido con su anterior film, Mujeres al borde de un ataque de nervios, avanzando en una línea temática y estilística más depurada —más cercana al drama que a la comedia de sus inicios—, y que le terminaría proporcionando la consagración internacional que llegaría con sus títulos posteriores, ganadores de diversos premios Óscar. También cabe destacar el hecho de que se tratara de la última película relevante de Antonio Banderas en el cine español, antes de su salto al cine de Hollywood.
Obtuvo 15 nominaciones a los Goya sin recibir ningún premio.

## Localizaciones de rodaje
La película se rodó en parte en el madrileño barrio de Chueca.

## Reconocimientos

### V edición de los Premios Goya
| Categoría                     | Nominado(s)                          | Resultado |
| ----------------------------- | ------------------------------------ | --------- |
| Mejor película                | ¡Átame!                              | Nominada  |
| Mejor director                | Pedro Almodóvar                      | Nominado  |
| Mejor actriz protagonista     | Victoria Abril                       | Nominada  |
| Mejor actor protagonista      | Antonio Banderas                     | Nominado  |
| Mejor actriz de reparto       | Loles León                           | Nominada  |
| Mejor actor de reparto        | Francisco Rabal                      | Nominado  |
| Mejor guion original          | Pedro Almodóvar                      | Nominado  |
| Mejor música original         | Ennio Morricone                      | Nominado  |
| Mejor fotografía              | José Luis Alcaine                    | Nominado  |
| Mejor montaje                 | José Salcedo                         | Nominado  |
| Mejor dirección artística     | Ferrán Sánchez                       | Nominado  |
| Mejor dirección de producción | Esther García                        | Nominada  |
| Mejor diseño de vestuario     | José María de Cossío                 | Nominado  |
| Mejor maquillaje y peluquería | Juan Pedro Hernández y Jesús Moncusi | Nominados |
| Mejor sonido                  | Daniel Goldstein Ricardo Steinberg   | Nominado  |

Premios César - 1991
| Categoría                 | Nominada                  | Resultado |
| ------------------------- | ------------------------- | --------- |
| Mejor Película Extranjera | Mejor Película Extranjera | Nominada  |

Festival Internacional de Cine de Berlín - 1991
| Categoría  | Nominada   | Resultado |
| ---------- | ---------- | --------- |
| Oso de Oro | Oso de Oro | Nominada  |

National Board of Review - 1990
| Categoría                          | Nominada                           | Resultado |
| ---------------------------------- | ---------------------------------- | --------- |
| Premio NBR Top Película Extranjera | Premio NBR Top Película Extranjera | Nominada  |

Asociación de Cronistas de Espectáculos de Nueva York - 1991
| Categoría               | Nominada         | Resultado |
| ----------------------- | ---------------- | --------- |
| Mejor actor             | Antonio Banderas | Ganador   |
| Mejor actriz de reparto | Loles León       | Ganadora  |

Fotogramas de Plata - 1991
| Categoría            | Nominada         | Resultado |
| -------------------- | ---------------- | --------- |
| Mejor Película       | Mejor Película   | Nominada  |
| Mejor actor de cine  | Antonio Banderas | Ganador   |
| Mejor actriz de cine | Victoria Abril   | Nominada  |

Premios Sant Jordi de Cinematografía - 1991
| Categoría               | Nominada                | Resultado |
| ----------------------- | ----------------------- | --------- |
| Mejor Película Española | Mejor Película Española | Ganadora  |

Festival Internacional de Cine de Cartagena de Indias - 1991
| Categoría   | Nominada         | Resultado |
| ----------- | ---------------- | --------- |
| Mejor actor | Antonio Banderas | Ganador   |

### Festivales
•	Ciclo de Cine Español en la Cinemateca de Viena (Austria), 2004 –Cinematografías del Mediterráneo
•	Festival de Belgrado (Yugoslavia), 1991
•	Festival Internacional de Cine de Berlín (Alemania), 1990
•	Festival Internacional de Cine de Cannes, Sección Star, (Francia), 1990
•	Festival Internacional de Cine de Nueva Delhi (India), 1990
•	Festival Internacional de Cine de Karlovy Vary (República Checa), 1990
•	Semana de Cine de Moscú (Rusia), 1990
•	AFI Fest (EE. UU.), 1990
•	Festival Internacional de Cine de Múnich (Alemania), 1990